# Хунжерабський перевал
36°51′00″ пн. ш. 75°25′42″ сх. д. / 36.85° пн. ш. 75.428333333333° сх. д.
Хунжера́бський перевал (кит.: 紅其拉甫山口; Піньінь: hóngqílāfǔ shānkŏu) — розташований на висоті 4,693 м над рівнем моря. Високогірний перевал у горах Каракорум на кордоні Пакистану і Сіньцзяну, Китай. З ваханської мови назва перевалу перекладається як Кривава долина.

## Перетин китайсько-пакистанського кордону

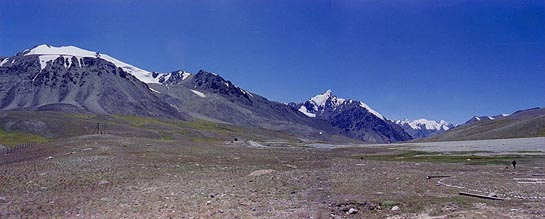
Хунжерабський перевал

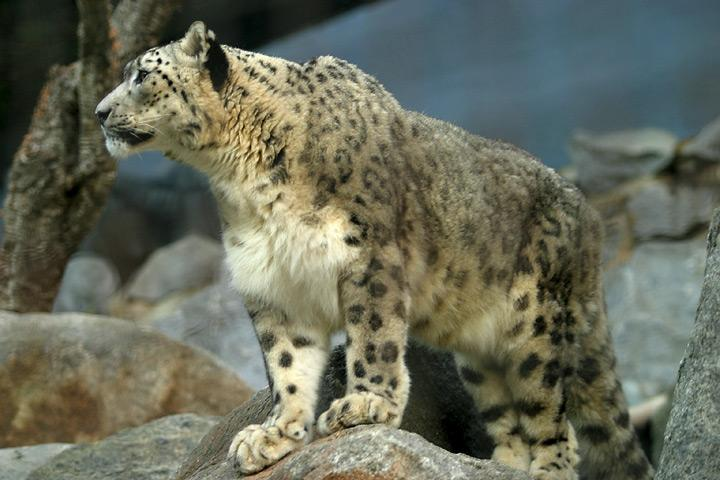
Сніговий барс в Хунжерабському національному парку

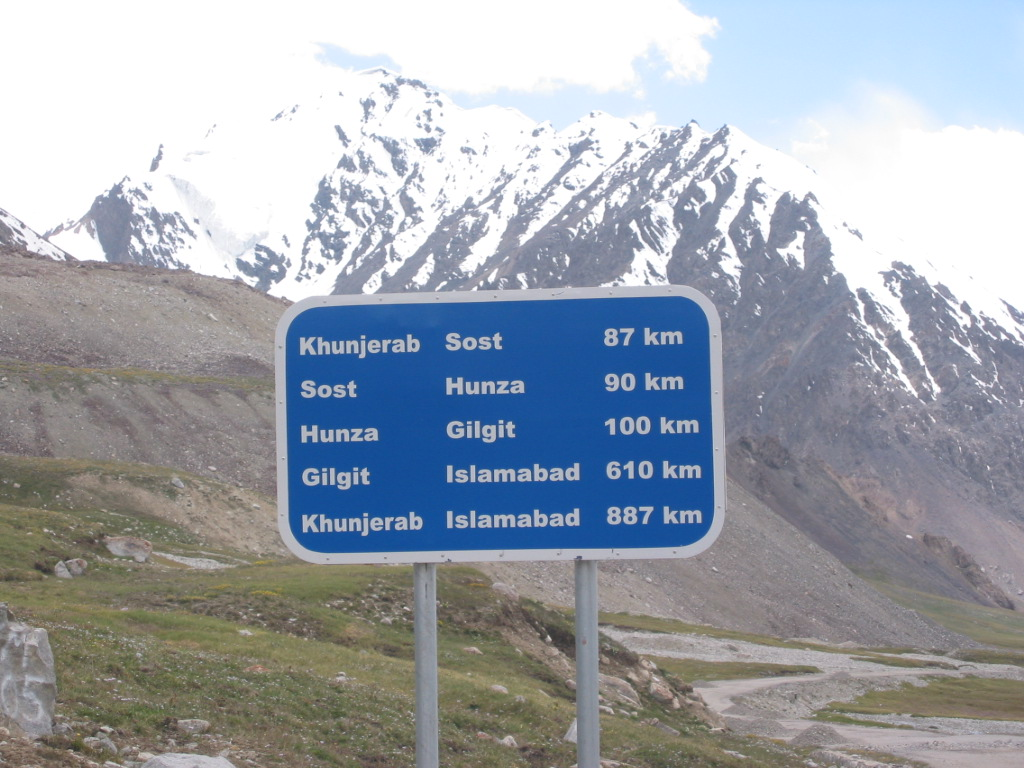

Хунжерабський перевал — найвища точка перетину кордону і найвища точка на Каракорумському шосе. Проходку шосе було завершено у 1982 році і шосе замінило перехід Каракоруму по бездоріжжю через перевали Мінтака і Кілік.
На пакистанському боці, перевал знаходиться за 125 км від Сусту, 270 км від Гілгіту і 870 км від Ісламабаду. Є застава поліції в Дігі, митниця і пост імміграції, біля Сусту. На китайському боці перевал знаходиться за 130 км від Ташкургану, 420 км від Кашгару і 1890 км від Урумчі. Китайська митниця розміщується за 1 км від перевалу у повіті Ташкурган.
До 2006 року перевал був закритий через сніг протягом зимового сезону з 15 жовтня по 1 травня. Є чудова туристична цікавинка на китайському боці перевалу — одомашнені яки і хайнаки (помісь яків і корів), їх можна побачити з дороги. На Пакистанському боці, шосе прямує близько 50 км через величезний Хунжерабський національний парк перед тим як дістатись застави поліції в Дігі.
Починаючи з 2006 перевал відкритий цілорічно від Гілгіту до Кашгару.

## Залізниця
У 2007 році були ще раз підтвердженні наміри з'єднати залізниці Китаю і Пакистану.